# Åtvidabergs FF
Åtvidabergs Fotbollförening, známý spíše pod zkráceným názvem Åtvidabergs FF, je švédský fotbalový klub z města Åtvidaberg. Založen byl roku 1907. Zlatou érou klubu byla 70. léta 20. století. Získal dvakrát švédský mistrovský titul (1972, 1973), dvakrát švédský pohár (1970, 1971) a dvakrát postoupil do čtvrtfinále evropského poháru - v Poháru vítězů pohárů 1971/72 a Poháru mistrů evropských zemí 1974/75. V 80. letech přišel pokles výkonnosti a roku 1982 sestup z Allsvenskan, do níž se po sezóně 2011 vrátil. Časem navázal užší spolupráci s klubem Djurgårdens IF.